# 1112
| 1112               |
| ------------------ |
| Dødsfald - Fødsler |
|                    |

| Gregoriansk kalender | 1112 MCXII              |
| Ab urbe condita      | 1865                    |
| Armensk kalender     | 561 ԹՎ ՇԿԱ              |
| Kinesiske kalender   | 3808 – 3809 辛卯 – 壬辰 |
| Etiopisk kalender    | 1104 – 1105             |
| Jødisk kalender      | 4872 – 4873             |
| Hindukalendere       |                         |
| - Vikram Samvat      | 1167 – 1168             |
| - Shaka Samvat       | 1034 – 1035             |
| - Kali Yuga          | 4213 – 4214             |
| Iransk kalender      | 490 – 491               |
| Islamisk kalender    | 505 – 506               |

Konge i Danmark: Niels 1104–1134
Se også 1112 (tal)